# Cytherea turkmenica
Cytherea turkmenica är en tvåvingeart som beskrevs av Paramonov 1930. Cytherea turkmenica ingår i släktet Cytherea och familjen svävflugor. Inga underarter finns listade i Catalogue of Life.